# Cleistanthus namatanaiensis
Cleistanthus namatanaiensis är en emblikaväxtart som beskrevs av Eugene Jablonszky. Cleistanthus namatanaiensis ingår i släktet Cleistanthus och familjen emblikaväxter. Inga underarter finns listade i Catalogue of Life.